# لويس مارشال (لاعب اتحاد الرغبي)
لويس مارشال (بالإنجليزية: Lewis Marshall)‏ هو لاعب اتحاد الرغبي نيوزيلندي، ولد في 29 أغسطس 1988 في Wainuiomata ‏ في نيوزيلندا.